# Arche de Noé (Suomenlinna)
L'Arche de Noé (finnois : Noakin arkki) est un bâtiment situé sur  Iso Mustasaari à Helsinki en Finlande.

## Description
Le bâtiment C54 de Suomenlinna, construit en 1771, est le plus ancien immeuble d'habitation de Finlande.

Il comporte quatre étages et il a gardé son aspect intérieur des XVIIIe et XIXe siècles.